# Hancom
Hancom（韓国語：한컴、旧称: Haansoft（ハーンソフト））は韓国のコンピュータソフト会社。韓国では한글과컴퓨터（ハングルとコンピュータ、Hangul & Computer）と呼ばれる。韓国語のOfficeソフトをはじめとする各種ソフトを販売・提供している。新製品の開発、海外展開、多角化、M&Aなどで成長を遂げ、2014年にMDSテクノロジーを買収、2015年にはDBK NetworksとiTextを買収し、画像編集ソリューション、企業SNS、クラウドや音声認識などのOffice以外のIT分野でも事業を展開している。

## 主な製品
- Hancom Office - オフィススイート。
  - アレアハングル（Hangul、Hanwordとも） - 一番の主力製品で、韓国ではトップシェアを誇るワープロソフト。
    - ハングルビューア - アレアハングルのファイルを開くことができる。閲覧専用。

  - Hancell（旧 Nexel） - 表計算ソフト。
  - Hanshow（旧 Haansoft Slide） - プレゼンテーションソフト。ジャストシステムが（提携の上で）日本語ローカライズを行い、Agree、JUST Slideとしてリリースしていた。
- Haansoft Linux - アジア向けLinuxとして開発されたAsianuxのHaansoftブランド。
- ThinkFree Office - オフィススイート。